# Ондел
Ондел (фр. Andel) је насељено место у Француској у региону Бретања, у департману Приморје.
По подацима из 2011. године у општини је живело 1124 становника, а густина насељености је износила 92,13 становника/km².

## Демографија
| 1962. | 1968. | 1975. | 1982. | 1990. | 2011. |
| ----- | ----- | ----- | ----- | ----- | ----- |
| 529   | 517   | 565   | 717   | 727   | 1.124 |